# Norra Tjust skärgård
Norra Tjust skärgård är ett naturreservat i den norra delen av Tjusts skärgård i  Västerviks kommun i Kalmar län.
Området är naturskyddat sedan 2009 och är 2 389 hektar stort. Reservatet omfattar över 200 öar, holmar och skär. Den består av karga skär i öster och skogklädda, lummiga öar i väster. 